# Jönköping

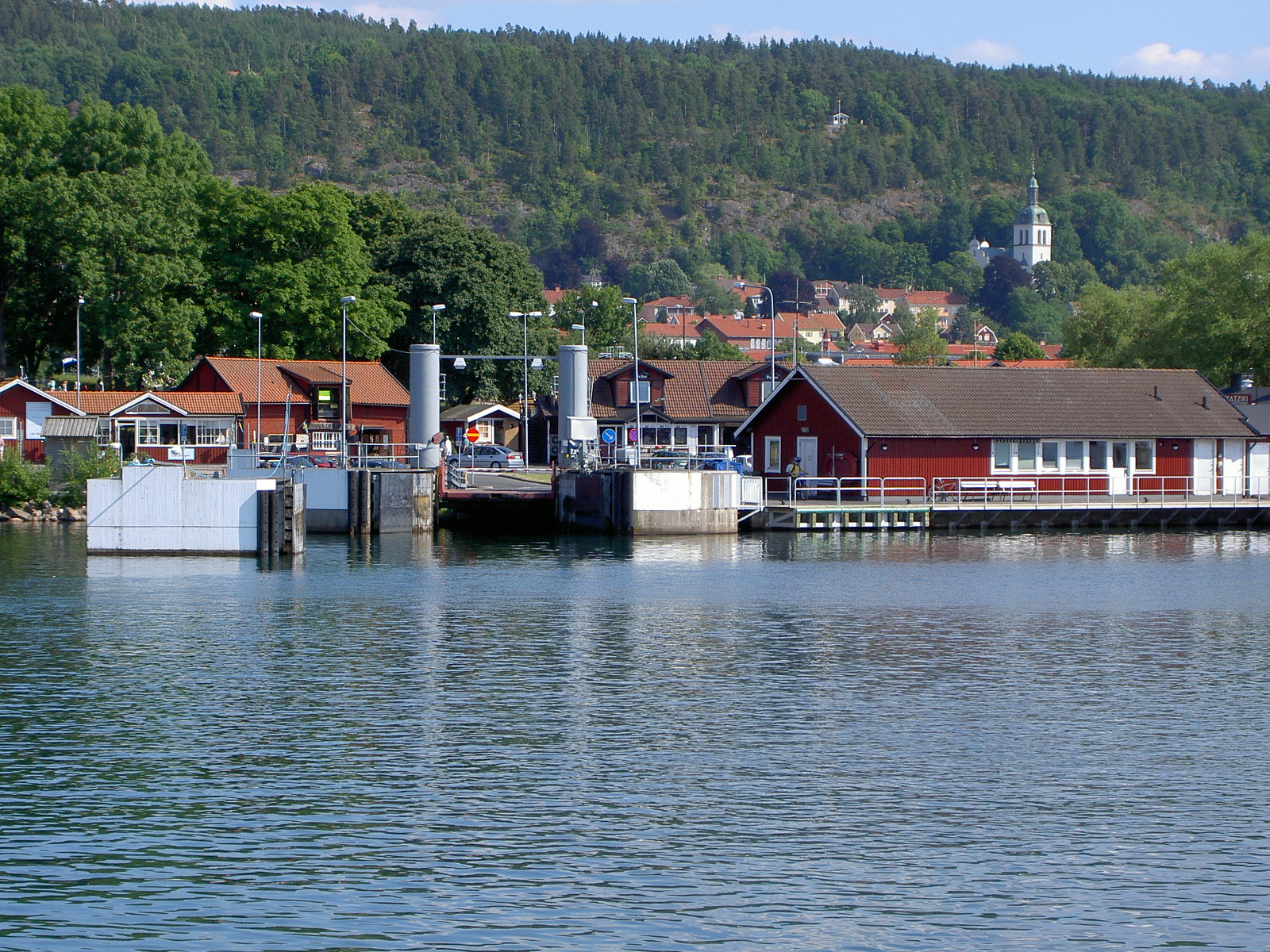
El barri de Gränna a Jönköping

Jönköping ['jœncøːpiŋ] és una ciutat de la província de Småland al sud de Suècia amb uns 81.000 habitants i localitzat a 57° 47′ N 14° 12′ E.
La ciutat és la seu del municipi i comtat del mateix nom amb uns 120.000 i 327.000 habitants, respectivament.
Geogràficament la ciutat està situada a l'extrem sud del segon llac més gran de Suècia, el Vättern.

## Història
Jönköping és un antic centre de comerç (en suec, Köping vol dir mercat), des que estava situat en un encreuament de carreteres al llarg dels rius Nissan i Lagan, i la carretera entre les províncies Ostrogothia i Westrogothia. Això era bastant natural a causa de la posició geogràfica de la ciutat a l'extrem sud del llac Vättern, que dividia els dos comtats. El 18 de maig de 1284, Jönköping rebia drets com a ciutat en ser una de les primeres comunitats del país, pel rei Magnus Ladulås, que en aquell temps governava una gran part de la nació des de l'illa més gran de Vättern, Visingsö.
Tanmateix, la posició geogràfica de la ciutat també la deixava vulnerable a atacs estrangers, principalment els danesos, que venien del sud pel riu; en aquella època, les províncies que avui són el sud de Suècia (Scania, Hallandia i Blechingia), pertanyien a Dinamarca. Consegüentment, la ciutat va ser cremada i saquejada unes quantes vegades, fins que una fortificació construïda al segle xvi i XVII, ho impedí.
Jönköping era conegut per la seva indústria de llumins del 1845 al 1970. Tanmateix avui és un centre logístic suec important, amb els magatzems centrals de moltes companyies com IKEA, Electrolux i Husqvarna.

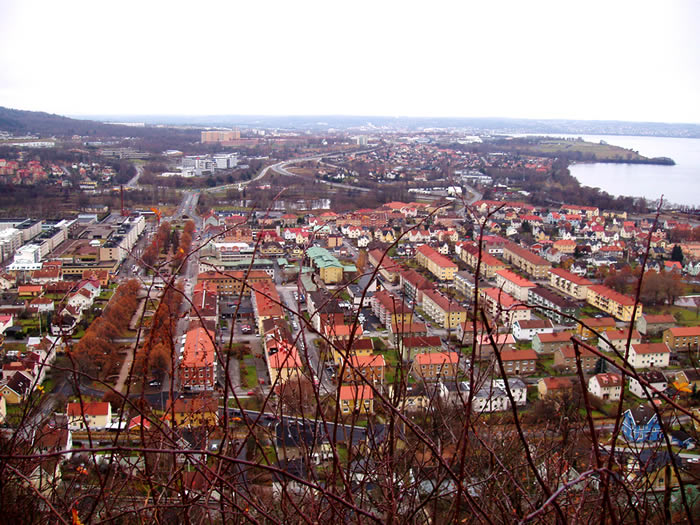
El barri d'Huskvarna

Jönköping és avui una de les ciutats més populars per a l'ensenyament superior a la Universitat de Jönköping. També, una quantitat considerable d'estudiants estrangers estudien a Jönköping. El renom de Jönköping és “El Jerusalem de Suècia” a causa de la gran quantitat d'esglésies independents cristianes i dels seus seguidors. Encara que els estudiants junt amb les indústries i empreses internacionals han introduït una perspectiva més secular, el renom encara és força acurat. L'àrea urbana de Jönköping inclou la ciutat industrial oriental d'Huskvarna.

## Personatges il·lustres
- Viktor Rydberg.
- Dag Hammarskjöld (1905-1961): Secretari General de l'ONU (1953-1961) i Premi Nobel de la Pau de 1961
- Hialmar Rendahl (1891-1969): zoòleg i pintor